# Premi Emmy 2016

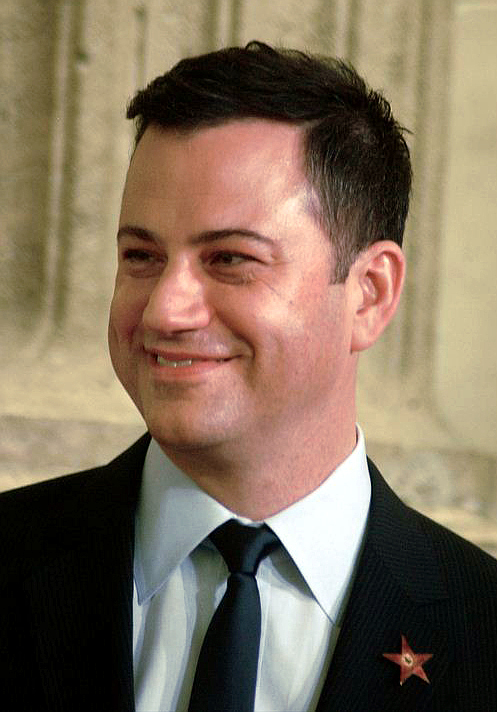
Jimmy Kimmel ha presentato la 68ª edizione dei Primetime Emmy Awards

La cerimonia della 68ª edizione dei Primetime Emmy Awards (68th Primetime Emmy Awards) si è tenuta al Microsoft Theatre di Hollywood, a Los Angeles, il 18 settembre 2016. La cerimonia è stata presentata da Jimmy Kimmel e trasmessa in diretta televisiva dall'emittente ABC.
Le candidature erano state annunciate il 14 luglio 2016.
La 43ª edizione dei Daytime Emmy Awards si è tenuta invece al Westin Bonaventure Hotel di Los Angeles il 1º maggio 2016. Le candidature erano state annunciate il 24 marzo 2016. Il 10 maggio 2016 sono stati assegnati gli Sports Emmy Awards, mentre i News & Documentary Emmy Awards sono stati consegnati il 21 settembre 2016; entrambe le cerimonie sono ospitate dal Jazz at Lincoln Center di New York.

## Primetime Emmy Awards
La cerimonia dei Primetime Emmy Awards del 2016, la quale celebra i migliori programmi televisivi "per la prima serata" distribuiti dalle emittenti statunitensi tra il 1º giugno 2015 e il 31 maggio 2016, si è tenuta il 18 settembre dello stesso anno ed è stata presentata da Jimmy Kimmel.
Il Trono di Spade (Game of Thrones), nuovamente riconosciuta come miglior serie drammatica, si è affermata come serie più premiata, con dodici premi, con i quali ha raggiunto la cifra complessiva di 38 statuette vinte (superando il record di Frasier, che ne aveva ottenuto in totale 37). Tra i programmi più premiati seguono la prima stagione di American Crime Story, intitolata The People v. O.J. Simpson: American Crime Story, con nove statuette, il musical Grease: Live e il documentario Making a Murderer, con quattro statuette. Transparent e Veep, quest'ultima riconosciuta miglior serie commedia, sono state invece le comedy più premiate.
Tra gli artisti che hanno annunciato i vincitori si sono alternati: Anthony Anderson, Aziz Ansari, Hank Azaria, Kristen Bell, Julie Bowen, Kyle Chandler, Priyanka Chopra, James Corden, Laverne Cox, Bryan Cranston, Claire Danes, Larry David, Michelle Dockery, Minnie Driver, Tracee Ellis Ross, Tina Fey e Amy Poehler, America Ferrera, Tony Goldwyn, Kit Harington, Taraji P. Henson, Terrence Howard, Allison Janney, Matt LeBlanc, Rami Malek, Margo Martindale, Joel McHale, Mandy Moore, Randall Park, Chris Rock, Keri Russell, Andy Samberg, Liev Schreiber, Peter Scolari, Kiefer Sutherland, Jeffrey Tambor, Kerry Washington, Damon Wayans, Michael Weatherly e Constance Wu.
L'evento ha raccolto recensioni moderatamente positive e dati d'ascolto leggermente inferiori quelli dell'anno prima, confermando il trend in discesa iniziato negli anni precedenti e peggiorando quindi il record negativo dell'edizione passata con 11,3 milioni di telespettatori e un rating del 2,8% nella fascia 18-49 anni. Kimmel ha aperto la serata con uno sketch che lo ha visto interagire con vari personaggi della TV, facendo tra le altre cose l'autostop con i protagonisti di Modern Family, cantando con James Corden come se fosse in una puntata di Carpool Karaoke, incontrando la scorta presidenziale di Veep, con Jeb Bush come autista, e concludendo con Emilia Clarke nei panni di Daenerys Targaryen, il cui drago sputa fuoco sul tappeto rosso e su Ryan Seacrest. Nel suo monologo iniziale, oltre a battute su Donald Trump, accusando il produttore di Apprentice Mark Burnett di aver contribuito alla sua ascesa mediatica, ha preso ripetutamente in giro Maggie Smith per aver sempre disertato la cerimonia nonostante le numerose statuette vinte. Più tardi l'attrice britannica, assente anche in quest'edizione, avrebbe vinto nuovamente come miglior attrice in una serie drammatica. Hanno partecipato alla cerimonia anche Gaten Matarazzo, Millie Bobby Brown e Caleb McLaughlin, protagonisti di Stranger Things, consegnando in uno sketch panini al pubblico usando biciclette simili a quelle della loro serie ed eseguendo poi un balletto sulle note di Uptown Funk. Leslie Jones ha invece avuto modo di scherzare sulla sua reale disavventura nella quale ha visto il proprio account Twitter venire hackerato, Matt Damon ha preso in giro il presentatore per non aver vinto nella categoria dedicata ai talk show, mentre Tori Kelly, nel segmento In Memoriam, ha eseguito il brano Hallelujah basandosi sulla reinterpretazione di Jeff Buckley.
Tra le vittorie più apprezzate dai critici le prime volte di Kate McKinnon, Louie Anderson, Tatiana Maslany e Rami Malek, che accettando il premio ha iniziato commentando Please tell me you're seeing this, too (per favore, ditemi che lo state vedendo anche voi), calandosi nei panni del protagonista di Mr. Robot. Julia Louis-Dreyfus accettando il premio si è invece scusata se Veep ha contribuito ha trasformare la politica in una commedia anche nella realtà mentre Sarah Paulson ha chiesto scusa alla vera Marcia Clark (personaggio interpretato in American Crime Story) per averla mal giudicata a causa della sua esposizione mediatica negli anni novanta, durante e dopo il processo a O. J. Simpson.
La consueta precedente cerimonia dedicata ai Primetime Creative Arts Emmy Awards si era tenuta per la prima volta in due serate il 10 e l'11 settembre, con l'introduzione di un maggior numero di categorie per i programmi "corti", dalla durata complessiva o per episodio inferiore ai 15 minuti. Il numero complessivo di categorie ha raggiunto quindi la cifra record di 113.
Per quanto riguarda le candidature, annunciate da Anthony Anderson e Lauren Graham con il CEO dell'Academy Bruce Rosenblum il 14 luglio 2016 al Saban Media Center, anch'esse avevano visto spiccare Il Trono di Spade e The People v. O.J. Simpson: American Crime Story, rispettivamente con 23 e 22 candidature. A seguire tra le più nominate la seconda stagione di Fargo, con 18 candidature, mentre Veep era stata la commedia più nominata, con 16 candidature. Tra i programmi e gli attori più o meno ingiustamente "snobbati" secondo i critici la serie televisiva Billions e i suoi protagonisti Damian Lewis e Paul Giamatti, Unreal e Shiri Appleby, le serie televisive della The CW Crazy Ex-Girlfriend e Jane the Virgin, Rachel Bloom e Christian Slater, già premiati con un Golden Globe nel precedente mese di gennaio, Stephen Colbert, Samantha Bee, Jim Parsons, Michelle Dockery, Patrick Wilson, Julianna Margulies e Christine Baranski. Diversi hanno giudicato "azzeccate" la maggior parte delle candidature, generalmente considerate di qualità maggiore rispetto ad altre edizioni e con un numero più limitato di artisti esclusi pur essendo meritevoli di un riconoscimento. È stato inoltre fatto notare, come già avvenuto in passate edizioni, la presenza di vari attori dalle etnie diverse nelle categorie di primo piano, in contrasto con la cerimonia degli Oscar dello stesso anno e le relative polemiche per la scarsa presenza di candidati "non bianchi".
Segue l'elenco delle varie categorie con i rispettivi candidati; i vincitori sono indicati in cima all'elenco di ciascuna categoria.

### Programmi televisivi

#### Miglior serie drammatica

Il Trono di Spade è diventata la serie TV più premiata di sempre raggiungendo quota 38 statuette

- Il Trono di Spade (Game of Thrones), distribuita dalla HBO
  - The Americans, distribuita da FX
  - Better Call Saul, distribuita da AMC
  - Downton Abbey, distribuita negli USA dalla PBS
  - Homeland - Caccia alla spia (Homeland), distribuita da Showtime
  - House of Cards - Gli intrighi del potere (House of Cards), distribuita da Netflix
  - Mr. Robot, distribuita da USA Network

#### Miglior serie commedia
- Veep - Vicepresidente incompetente (Veep), distribuita dalla HBO
  - Black-ish, distribuita dalla ABC
  - Master of None, distribuita da Netflix
  - Modern Family, distribuita dalla ABC
  - Silicon Valley, distribuita dalla HBO
  - Transparent, distribuita da Amazon Video
  - Unbreakable Kimmy Schmidt, distribuita da Netflix

#### Miglior miniserie
- The People v. O.J. Simpson: American Crime Story, distribuita da FX
  - American Crime, distribuita dalla ABC
  - Fargo, distribuita da FX
  - The Night Manager, distribuita da AMC
  - Roots, distribuita da History

#### Miglior film per la televisione
- L'abominevole sposa (Sherlock: The Abominable Bride), distribuito negli USA dalla PBS
  - All the Way, distribuito dalla HBO
  - Confirmation - Una donna per la verità (Confirmation), distribuito dalla HBO
  - Luther, distribuito negli USA da BBC America
  - A Very Murray Christmas, distribuito da Netflix

#### Miglior reality competitivo
- The Voice, distribuito dalla NBC
  - The Amazing Race, distribuito dalla CBS
  - American Ninja Warrior, distribuito dalla NBC
  - Dancing with the Stars, distribuito dalla ABC
  - Project Runway, distribuito da Lifetime
  - Top Chef, distribuito da Bravo

#### Miglior varietà talk show
- Last Week Tonight with John Oliver, distribuito dalla HBO
  - Comedians in Cars Getting Coffee, distribuito da Crackle
  - Jimmy Kimmel Live!, distribuito dalla ABC
  - The Late Late Show with James Corden, distribuito dalla CBS
  - Real Time with Bill Maher, distribuito dalla HBO
  - The Tonight Show Starring Jimmy Fallon, distribuito dalla NBC

#### Miglior varietà di sketch
- Key & Peele, distribuito da Comedy Central
  - Documentary Now!, distribuito da IFC
  - Drunk History, distribuito da Comedy Central
  - Inside Amy Schumer, distribuito da Comedy Central
  - Portlandia, distribuito da IFC
  - Saturday Night Live, distribuito dalla NBC

### Recitazione

#### Miglior attore protagonista in una serie drammatica
- Rami Malek, per aver interpretato Elliot in Mr. Robot
  - Kyle Chandler, per aver interpretato John Rayburn in Bloodline
  - Bob Odenkirk, per aver interpretato Jimmy McGill in Better Call Saul
  - Matthew Rhys, per aver interpretato Philip Jennings in The Americans
  - Liev Schreiber, per aver interpretato Ray Donovan in Ray Donovan
  - Kevin Spacey, per aver interpretato Frank Underwood in House of Cards - Gli intrighi del potere

#### Miglior attrice protagonista in una serie drammatica
- Tatiana Maslany, per aver interpretato Sarah, Alison, Cosima, Helena, Rachel, M.K. e Krystal in Orphan Black
  - Claire Danes, per aver interpretato Carrie Mathison in Homeland - Caccia alla spia
  - Viola Davis, per aver interpretato Annalise Keating in Le regole del delitto perfetto
  - Taraji P. Henson, per aver interpretato Loretha "Cookie" Lyon in Empire
  - Keri Russell, per aver interpretato Elizabeth Jennings in The Americans
  - Robin Wright, per aver interpretato Claire Underwood in House of Cards - Gli intrighi del potere

#### Miglior attore protagonista in una serie commedia
- Jeffrey Tambor, per aver interpretato Maura Pfefferman in Transparent
  - Anthony Anderson, per aver interpretato Andre Johnson in Black-ish
  - Aziz Ansari, per aver interpretato Dev in Master of None
  - Will Forte, per aver interpretato Phil Miller in The Last Man on Earth
  - William H. Macy, per aver interpretato Frank Gallagher in Shameless
  - Thomas Middleditch, per aver interpretato Richard Hendricks in Silicon Valley

#### Miglior attrice protagonista in una serie commedia

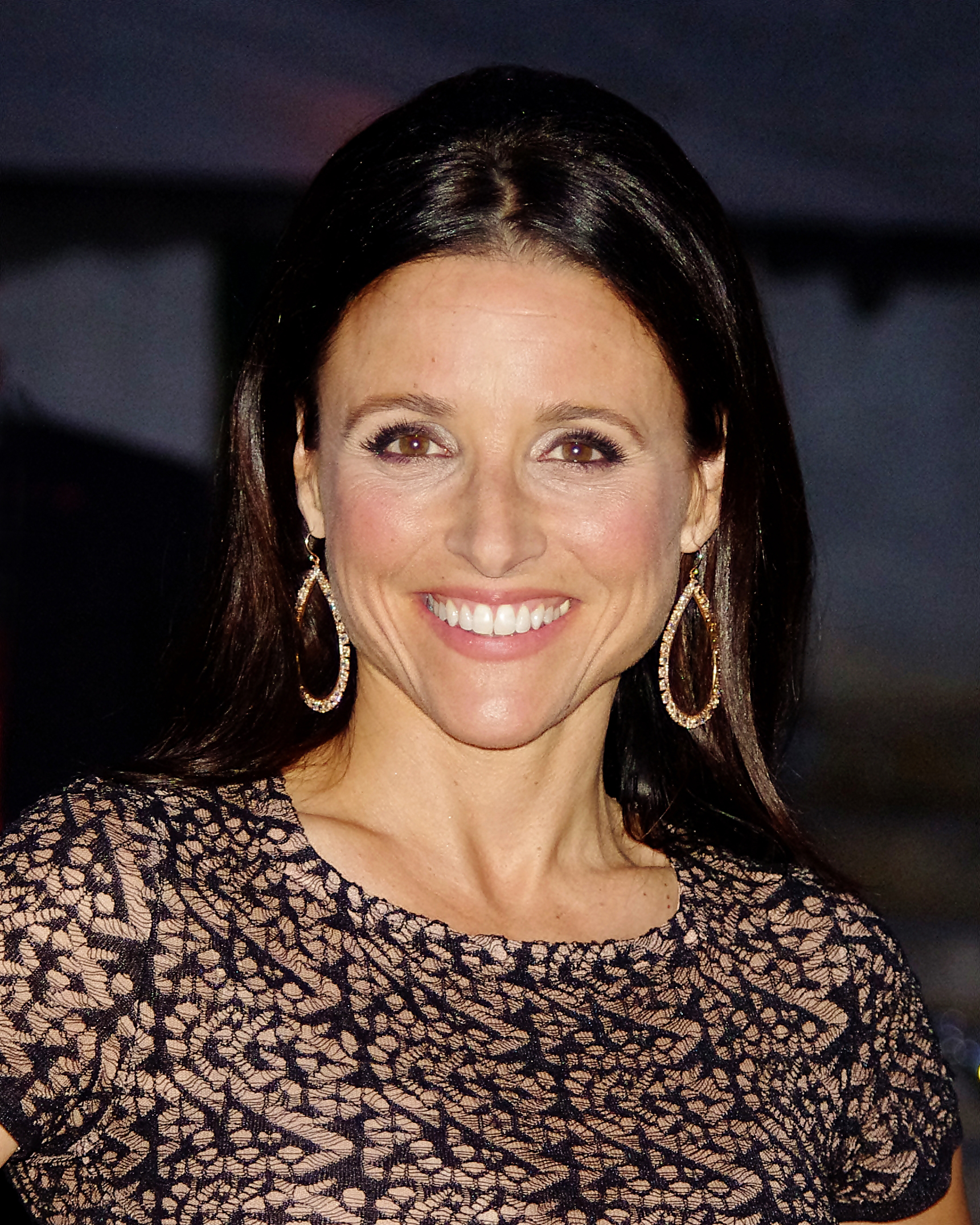
Julia Louis-Dreyfus ha ricevuto il suo nono Emmy

- Julia Louis-Dreyfus, per aver interpretato Selina Meyer in Veep - Vicepresidente incompetente
  - Laurie Metcalf, per aver interpretato la dott.ssa Jenna James in Getting On
  - Tracee Ellis Ross, per aver interpretato Rainbow Johnson in Black-ish
  - Ellie Kemper, per aver interpretato Kimmy Schmidt in Unbreakable Kimmy Schmidt
  - Amy Schumer, per aver interpretato sé stessa in Inside Amy Schumer
  - Lily Tomlin, per aver interpretato Frankie Bergstein in Grace and Frankie

#### Miglior attore protagonista in una miniserie o film
- Courtney B. Vance, per aver interpretato Johnnie Cochran in The People v. O.J. Simpson: American Crime Story
  - Bryan Cranston, per aver interpretato Lyndon B. Johnson in All the Way
  - Benedict Cumberbatch, per aver interpretato Sherlock Holmes nell'episodio L'abominevole sposa di Sherlock
  - Idris Elba, per aver interpretato John Luther in Luther
  - Cuba Gooding Jr., per aver interpretato O. J. Simpson in The People v. O.J. Simpson: American Crime Story
  - Tom Hiddleston, per aver interpretato Jonathan Pine in The Night Manager

#### Miglior attrice protagonista in una miniserie o film
- Sarah Paulson, per aver interpretato Marcia Clark in The People v. O.J. Simpson: American Crime Story
  - Kirsten Dunst, per aver interpretato Peggy Blumquist in Fargo
  - Felicity Huffman, per aver interpretato Leslie Graham in American Crime
  - Audra McDonald, per aver interpretato Billie Holiday in Lady Day at Emerson's Bar & Grill
  - Lili Taylor, per aver interpretato Anne Blaine in American Crime
  - Kerry Washington, per aver interpretato Anita Hill in Confirmation - Una donna per la verità (Confirmation)

#### Miglior attore non protagonista in una serie drammatica
- Ben Mendelsohn, per aver interpretato Danny Reyburn in Bloodline
  - Jonathan Banks, per aver interpretato Mike Ehrmantraut in Better Call Saul
  - Peter Dinklage, per aver interpretato Tyrion Lannister ne Il Trono di Spade
  - Kit Harington, per aver interpretato Jon Snow ne Il Trono di Spade
  - Michael Kelly, per aver interpretato Doug Stamper in House of Cards - Gli intrighi del potere
  - Jon Voight, per aver interpretato Mickey Donovan in Ray Donovan

#### Miglior attrice non protagonista in una serie drammatica
- Maggie Smith, per aver interpretato Violet Crawley, Contessa Madre di Grantham in Downton Abbey
  - Emilia Clarke, per aver interpretato Daenerys Targaryen ne Il Trono di Spade
  - Lena Headey, per aver interpretato Cersei Lannister ne Il Trono di Spade
  - Maura Tierney, per aver interpretato Helen Solloway in The Affair
  - Maisie Williams, per aver interpretato Arya Stark ne Il Trono di Spade
  - Constance Zimmer, per aver interpretato Quinn King in Unreal

#### Miglior attore non protagonista in una serie commedia
- Louie Anderson, per aver interpretato Christine Baskets in Baskets
  - Andre Braugher, per aver interpretato il capitano Ray Holt in Brooklyn Nine-Nine
  - Tituss Burgess, per aver interpretato Titus Andromedon Unbreakable Kimmy Schmidt
  - Ty Burrell, per aver interpretato Phil Dunphy in Modern Family
  - Tony Hale, per aver interpretato Gary Walsh in Veep - Vicepresidente incompetente
  - Keegan-Michael Key, per aver interpretato vari personaggi in Key & Peele
  - Matt Walsh, per aver interpretato Mike McLintock in Veep - Vicepresidente incompetente

#### Miglior attrice non protagonista in una serie commedia
- Kate McKinnon, per aver interpretato vari personaggi al Saturday Night Live
  - Anna Chlumsky, per aver interpretato Amy Brookheimer in Veep - Vicepresidente incompetente
  - Gaby Hoffmann, per aver interpretato Ali Pfefferman in Transparent
  - Allison Janney, per aver interpretato Bonnie in Mom
  - Judith Light, per aver interpretato Shelly Pfefferman in Transparent
  - Niecy Nash, per aver interpretato Denise Ortley in Getting On

#### Miglior attore non protagonista in una miniserie o film
- Sterling K. Brown, per aver interpretato Christopher Darden in The People v. O.J. Simpson: American Crime Story
  - Hugh Laurie, per aver interpretato Richard Roper in The Night Manager
  - Jesse Plemons, per aver interpretato Ed Blumquist in Fargo
  - David Schwimmer, per aver interpretato Robert Kardashian in The People v. O.J. Simpson: American Crime Story
  - John Travolta, per aver interpretato Robert Shapiro in The People v. O.J. Simpson: American Crime Story
  - Bokeem Woodbine, per aver interpretato Mike Milligan in Fargo

#### Miglior attrice non protagonista in una miniserie o film
- Regina King, per aver interpretato Terri Lacroix in American Crime
  - Kathy Bates, per aver interpretato Iris in American Horror Story: Hotel
  - Olivia Colman, per aver interpretato Angela Burr in The Night Manager
  - Melissa Leo, per aver interpretato Lady Bird Johnson in All the Way
  - Sarah Paulson, per aver interpretato Sally McKenna e Billie Dean Howard in American Horror Story: Hotel
  - Jean Smart, per aver interpretato Floyd Gerhardt in Fargo

### Regia

#### Miglior regia per una serie drammatica
- Miguel Sapochnik, per l'episodio La battaglia dei bastardi de Il Trono di Spade
  - Jack Bender, per l'episodio Il tempo è giunto de Il Trono di Spade
  - Michael Engler, per l'episodio finale di Downton Abbey
  - Lesli Linka Glatter, per l'episodio Ospitalità di Homeland - Caccia alla spia
  - David Hollander, per l'episodio Exsuscito di Ray Donovan
  - Steven Soderbergh, per l'episodio This Is All We Are di The Knick

#### Miglior regia per una serie commedia
- Jill Soloway, per l'episodio Maschio In Vista di Transparent
  - Chris Addison, per l'episodio Morning After di Veep - Vicepresidente incompetente
  - Aziz Ansari, per l'episodio Genitori di Master of None
  - Alec Berg, per l'episodio Daily Active Users di Silicon Valley
  - Mike Judge, per l'episodio Founder Friendly di Silicon Valley
  - Dave Mandel, per l'episodio Kissing Your Sister di Veep - Vicepresidente incompetente
  - Dale Stern, per l'episodio Mother di Veep - Vicepresidente incompetente

#### Miglior regia per un film, miniserie o speciale drammatico
- Susanne Bier, per The Night Manager
  - Noah Hawley, per l'episodio Davanti alla legge di Fargo
  - Anthony Hemingway, per l'episodio I nastri della verità di The People v. O.J. Simpson: American Crime Story
  - Ryan Murphy, per l'episodio Dalle ceneri della tragedia di The People v. O.J. Simpson: American Crime Story
  - Jay Roach, per All the Way
  - John Singleton, per l'episodio La carta del razzismo di The People v. O.J. Simpson: American Crime Story

#### Miglior regia per uno speciale varietà
- Thomas Kail e Alex Rudzinski, per Grease: Live
  - Louis J. Horvitz, per la cerimonia dei Grammy Awards 2016
  - Kahlil Joseph e Beyoncé Knowles Carter, per Lemonade
  - Beth McCarthy-Miller, per Adele Live in New York City
  - Chris Rock, per Amy Schumer: Live at The Apollo
  - Glenn Weiss, per la cerimonia dei Kennedy Center Honors

### Sceneggiatura

#### Miglior sceneggiatura per una serie drammatica

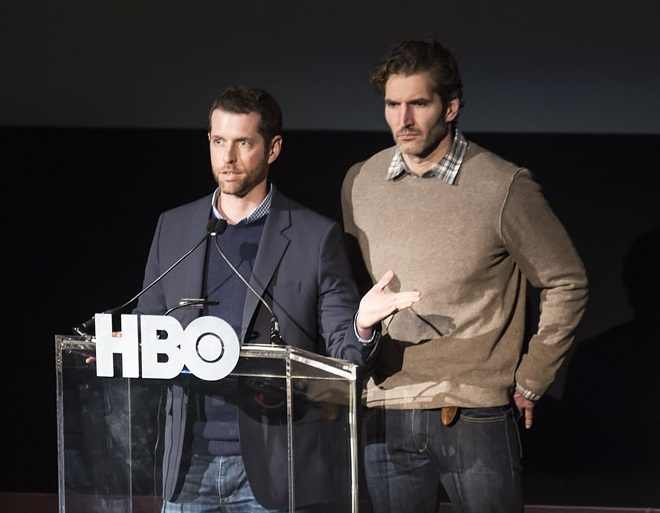
David Benioff e D. B. Weiss, autori de Il Trono di Spade

- David Benioff e D. B. Weiss, per l'episodio La battaglia dei bastardi de Il Trono di Spade
  - Sam Esmail, per l'episodio Ciao amico di Mr. Robot
  - Julian Fellowes, per l'episodio 6x08 di Downton Abbey
  - Joel Fields e Joe Weisberg, per l'episodio Persona Non Grata di The Americans
  - Robert e Michelle King, per l'episodio End di The Good Wife
  - Marti Noxon e Sarah Gertrude Shapiro, per l'episodio Ritorno di Unreal

#### Miglior sceneggiatura per una serie commedia
- Aziz Ansari e Alan Yang, per l'episodio Genitori di Master of None
  - Alec Berg, per l'episodio The Uptick di Silicon Valley
  - Rob Delaney e Sharon Horgan, per il primo episodio di Catastrophe
  - Alex Gregory e Peter Huyck, per l'episodio Mother di Veep - Vicepresidente incompetente
  - David Mandel, per l'episodio Morning After di Veep - Vicepresidente incompetente
  - Dan O'Keefe, per l'episodio Founder Friendly di Silicon Valley

#### Miglior sceneggiatura per un film, miniserie o speciale drammatico
- D.V. DeVincentis, per l'episodio Marcia, Marcia, Marcia di The People v. O.J. Simpson: American Crime Story
  - Scott Alexander e Larry Karaszewski, per l'episodio Dalle ceneri della tragedia di The People v. O.J. Simpson: American Crime Story
  - Joe Robert Cole, per l'episodio La carta del razzismo di The People v. O.J. Simpson: American Crime Story
  - Bob DeLaurentis, per l'episodio Loplop di Fargo
  - David Farr, per The Night Manager
  - Noah Hawley, per l'episodio Palindromo di Fargo

#### Miglior sceneggiatura per uno speciale varietà
- Patton Oswalt, per Patton Oswalt: Talking for Clapping
  - John Mulaney, per John Mulaney: The Comeback Kid
  - Tig Notaro, per Tig Notaro: Boyish Girl Interrupted
  - Amy Schumer, per Amy Schumer: Live at The Apollo
  - Robert Smigel, David Feldman, RJ Fried, Michael Koman, Brian Reich, Andy Breckman, Josh Comers, Raj Desai, Jarrett Grode, Ben Joseph, Matthew Kirsch, Michael Lawrence, Craig Rowin, Zach Smilovitz, David Taylor e Andy Weinberg, per Triumph's Election Special 2016

### Statistiche

#### Programmi televisivi premiati
Lista di tutti i programmi televisivi per i quali è stato assegnato almeno un premio Emmy:
12 premi
- Il Trono di Spade

9 premi
- The People v. O.J. Simpson: American Crime Story

5 premi
- Grease: Live

4 premi
- Making a Murderer

3 premi
- Cartel Land
- Downton Abbey
- Last Week Tonight with John Oliver
- Saturday Night Live
- Transparent
- Veep - Vicepresidente incompetente

2 premi
- Adventure Time
- American Horror Story: Hotel
- Childrens Hospital
- Crazy Ex-Girlfriend
- Danny Elfman's Music from the Films of Tim Burton (Live from Lincoln Center)
- Fargo
- Key & Peele
- L'uomo nell'alto castello
- Mr. Robot
- The Night Manager
- Robot Chicken
- Sherlock
- The Voice

1 premio

#### Premi per distributore
Numero di premi per emittente televisiva o piattaforma video:
- HBO: 22
- FX Networks: 18
- Netflix: 9
- PBS: 8
- Amazon Video, Fox e NBC: 6
- A&E, ABC, Adult Swim, Cartoon Network e Comedy Central: 4
- CBS: 3
- AMC, CNN, The CW, National Geographic Channel, Showtime e USA Network: 2
- ActingDead.com, AOL, BBC America, IFC, Logo, MTV, Nickelodeon, Oculus, Starz, TLC: 1

#### Programmi con più candidature
Classifica dei programmi televisivi che hanno ottenuto più candidature tra tutte le categorie:
1. Il Trono di Spade (23)
2. The People v. O.J. Simpson: American Crime Story (22)
3. Fargo (18)
4. Saturday Night Live (16)
5. Veep - Vicepresidente incompetente (16)
6. House of Cards - Gli intrighi del potere (13)
7. The Night Manager (12)

1. Silicon Valley (11)
2. Downton Abbey (10)
3. Grease: Live (10)
4. Transparent (10)
5. All the Way (8)
6. American Horror Story: Hotel (8)
7. Dancing with the Stars (8)

## News & Documentary Emmy Awards
La 37ª edizione della cerimonia di consegna dei premi Emmy dedicati alla programmazione giornalistica e di divulgazione si è tenuta al Jazz at Lincoln Center il New York il 21 settembre 2016; di seguito i premi assegnati.

### Servizi, approfondimenti e interviste

#### Telegiornali
- Miglior servizio in un telegiornale: Water, Water di CBS Sunday Morning (CBS)
- Miglior copertura di un'ultimora in un telegiornale: Europe's Refugee Crisis – Reports by CNN's Arwa Damon di Anderson Cooper 360 (CNN)
- Miglior copertura continuata di una notizia in un telegiornale: Europe's Migrant Crisis, di BBC World News America (BBC World News)
- Miglior approfondimento in un telegiornale: A Different Kind of Boyhood e Brave Face, entrambi di Nightline (ABC)
- Miglior servizio di hard news in un telegiornale: The Unwanted, di Nightline (ABC)
- Miglior giornalismo investigativo in un telegiornale: Compounding Pharmacy Fraud, di CBS Evening News with Scott Pelley e CBS This Morning (CBS)
- Miglior servizio di economia in un telegiornale: Deadly Oil Fields di PBS NewsHour e The Center for Investigative Reporting (PBS)

#### Programmi settimanali
- Miglior servizio in un programma di informazione settimanale: ISIS in Afghanistan di Frontline (PBS)
- Miglior copertura di un'ultimora in un programma di informazione settimanale: The Paris Attacks di 60 Minutes (CBS)
- Miglior copertura continuata di una notizia in un programma di informazione settimanale: ISIS in Afghanistan di Frontline (PBS)
- Miglior approfondimento in un programma di informazione settimanale: Jen Bricker: When “Can't” is a Four-Letter Word di Full Frame (CCTV America)
- Miglior giornalismo investigativo in un programma di informazione settimanale: Confidential Informants di 60 Minutes (CBS)
- Miglior servizio di economia in un programma di informazione settimanale: The Swiss Leaks di 60 Minutes (CBS)

#### Emittenti locali e in spagnolo
- Miglior copertura di un'ultimora in spagnolo: Francisco en America (Telemundo)
- Miglior giornalismo investigativo in spagnolo: Desamparados Desechable di Primer Impacto (Univision)
- Miglior servizio di un'emittente locale - ultim'ora: Forsyth County Courthouse Shooting di WSB-TV News (WSB-TV di Atlanta)
- Miglior servizio di un'emittente locale - servizi d'inchiesta: Arizona's Dental Dangers di KNXV-TV News (KNXV-TV di Phoenix)

#### Discussioni e interviste
- Miglior discussione e analisi di una notizia: #BeingThirteen: Inside the Secret World of Teens di Anderson Cooper 360 (CNN)
- Miglior intervista: The Cosby Accusers Speak di Dateline (NBC)

### Programmi d'informazione
- Miglior copertura live di una notizia d'attualità - format lungo: Supreme Court Decision on Same Sex Marriage (NBC News e MSNBC)
- Miglior copertura di una notizia d'attualità - format lungo: Outbreak di Frontline (PBS)
- Miglior giornalismo investigativo - format lungo: My Brother's Bomber di Frontline (PBS)
- Miglior programma d'informazione - format lungo: Gunned Down: The Power of the NRA di Frontline (PBS)
- Miglior programma di storia - format lungo: Night Will Fall (HBO)
- Miglior servizio di economia - format lungo: The Homestretch (PBS)
- Miglior programma di arte e cultura: Very Semi-Serious: A Partially Thorough Portrait of New Yorker Cartoonists (HBO)
- Miglior programma di scienza e tecnologia: Twice Born: Stories From The Special Delivery Unit (PBS)
- Miglior programma di natura: David Attenborough's Rise of Animals (Smithsonian Channel)
- Miglior documentario: Cutie and the Boxer (PBS)
- Miglior documentario corto: Tashi and the Monk (HBO)
- Miglior telegiornale o programma di informazione settimanale in spagnolo: Noticiero Univision (Univision)

### Nuovi approcci e promo
- Miglior copertura di una notizia d'attualità - categoria nuovi approcci: The Dead Unknown (The Center for Investigative Reporting)
- Miglior documentario - categoria nuovi approcci: Inheritance di Frontline (PBS)
- Miglior programma di arte, lifestyle, cultura - categoria nuovi approcci: StoryCorps Shorts: Traffic Stop (PBS)
- Miglior promo: promo di The Seventies (CNN)

### Categorie più tecniche
- Miglior scrittura: A Crime Against Humanity di 60 Minutes (CBS)
- Miglior indagine: My Brother's Bomber di Frontline (PBS)
- Miglior videogiornalismo - news: Dead Horse Bay:  New York's Hidden Treasure Trove of Trash (ABC News Digital)
- Miglior fotografia - documentari e programmi dal format lungo: Frozen Frontier di Wild Yellowstone (National Geographic Wild)
- Miglior montaggio - news: A Crime Against Humanity di 60 Minutes (CBS)
- Miglior montaggio - documentari e programmi dal format lungo: Life Itself (CNN)
- Migliori grafiche e direzione artistica: Valley Uprising (Discovery Channel)
- Migliori musiche e suoni: The Last Orangutan Eden di Nature (PBS)
- Miglior illuminazione e scenografia: The Mystery of Matter: Search for the Elements (PBS)

### Premio alla carriera
- Lifetime Achievement Award: Stanley Nelson

## Sports Emmy Awards
La 37ª edizione della cerimonia di consegna dei premi Emmy dedicati alla programmazione sportiva si è tenuta a New York il 10 maggio 2016 al Jazz at Lincoln Center; di seguito la lista dei premi assegnati.

### Programmi sportivi
- Miglior programma sportivo live: Sunday Night Football, trasmesso dalla NBC
- Miglior speciale sportivo live: Super Bowl 50, trasmesso dalla CBS
- Miglior copertura di un playoff: NFC Divisional Playoff – Green Bay Packers vs. Arizona Cardinals, trasmessa dalla NBC
- Miglior copertura sportiva montata: All Access – Mayweather vs. Berto: Epilogue, trasmessa da Showtime
- Miglior documentario sportivo lungo: 30 for 30 – Of Miracles and Men, trasmesso da ESPN
- Miglior documentario sportivo corto: SC Featured – No Excuses, trasmesso da ESPN
- Miglior documentario sportivo a puntate: Hard Knocks – Training Camp with the Houston Texans, trasmesso dalla HBO
- Miglior programma in studio settimanale: College Gameday – Football, trasmesso da ESPN
- Miglior programma in studio giornaliero: MLB Tonight, trasmesso da MLB Network
- Miglior antologia d'informazione sportiva: E: 60, trasmessa da ESPN2
- Miglior giornalismo sportivo: Real Sports with Bryant Gumbel – Uncaged: Domestic Violence in MMA, trasmesso dalla HBO
- Miglior cortometraggio: FOX Sports Live – Changing Lanes: The Siphiwe Baleka Story, trasmesso da FOXSports.com
- Miglior lungometraggio: E: 60 – Ernie Johnson, trasmesso da ESPN2
- Miglior anteprima: The 141st Kentucky Derby – Opening Tease, trasmessa dalla NBC
- Miglior copertura sportiva transmediale: College Football Playoff National Championship – Megacast, trasmessa da ESPN
- Miglior innovazione digitale: A Royal Reality di FOXSports.com
- Miglior esperienza di social TV: Garbage Time with Katie Nolan di FS1/FOXSports.com
- Miglior promo sportivo: NASCAR on NBC – America, Start Your Engines (NBC)
- Miglior copertura sportiva live in spagnolo: CONCACAF Cup Final – USA vs Mexico, trasmessa da Univision/Univision Deportes
- Miglior programma in studio in spagnolo: SportsCenter Deportes, trasmesso da ESPN Deportes

### Personalità sportive
- Miglior personalità sportiva - presentatore in studio: Bob Costas (NBC/MLB Network)
- Miglior personalità sportiva - telecronista: Mike Emrick (NBC/NBCSN)
- Miglior personalità sportiva - commentatore in studio: Bill Ripken (MLB Network)
- Miglior personalità sportiva - commentatore di un evento sportivo: Bill Raftery (tbs/CBS/TNT/truTV/FS1)
- Miglior personalità sportiva - corrispondente sportivo: Ken Rosenthal (FOX/FS1/FOXSports.com/MLB Network)
- Miglior talento della programmazione in spagnolo: David Faitelson, giornalista di ESPN Deportes
- Lifetime Achievement Award: Verne Lundquist

### Categorie più tecniche
- Miglior squadra tecnica in studio: FIFA Women's World Cup 2015 (FOX/FS1/FOXSports.com)
- Miglior squadra tecnica distaccata: Super Bowl 50 (CBS)
- Miglior riprese: The Triple Crown (NBC)
- Miglior montaggio di un cortometraggio: Jantzen Gianfrancesco, montatore di FOX Sports Live – Between the Lines (FS1)
- Miglior montaggio di un lungometraggio: Jason Sanchez Rosa, montatore di FOX Sports Live – Mr. 900: The Bill Fong Story (FS1)
- Premio Dick Schaap alla miglior sceneggiatura: Aaron Cohen, autore di Mayweather/Pacquiao: At Last (HBO)
- Miglior interpretazione musicale: Gary Lionelli, compositore di Kareem: Minority of One (HBO)
- Miglior sonoro di un evento live: NASCAR on FOX (FOX/FS1)
- Miglior sonoro post-prodotto: Hard Knocks – Training Camp with the Houston Texans (HBO)
- Miglior grafica live: 2015 NBA All-Star Weekend (TNT)
- Miglior grafica post-prodotta: ESPN Monday Night Football – Enhanced Content Graphics (ESPN)
- Miglior scenografia/direzione artistica in studio: Inside the NBA on TNT – Studio J (TNT)
- Miglior scenografia/direzione artistica: FIFA Women's World Cup 2015 – USA 360 Shoot (FOX/FS1/FOXSports.com)
- Premio George Wensel al miglior conseguimento tecnico: Super Bowl 50 – EyeVision 360 (CBS)